# 韩氏偏顶蛤
韩氏偏顶蛤（学名：Modiolus hanleyi），是贻贝目壳菜蛤科偏顶蛤属的一种。主要分布于中国大陆，常栖息在低潮线泥沙中。